# Los Chiripitifláuticos
Los Chiripitifláuticos fue un programa infantil de gran éxito de Televisión Española que se emitía por las tardes durante finales de los años 60 y principios de los años 70.
En un principio Los  Chiripitifláuticos estaban incluidos en el programa para niños Antena Infantil, pero, debido al éxito obtenido, pronto pasaron a tener su propio programa. Entre sus personajes estaban Locomotoro, el Capitán Tan, Valentina, el Tío Aquiles  y los Hermanos Malasombra. En 1970, cuando pasaron a tener programa propio, Locomotoro desapareció y se les unieron, el payaso Poquito, Filetto Capocómico y el niño Barullo.
Fue el mayor éxito televisivo infantil en España hasta la llegada, a primeros de los años 70, de Los Payasos de la Tele.

## Personajes
- Locomotoro conductor de todo menos del codo, un simpático "paletillo" con boina, aunque en realidad iba vestido de maquinista ferroviario, de las locomotoras de vapor, interpretado por Paquito Cano. A veces aparecía con un pistolón enorme llamado "la Parapapeapún", inclinaba su cuerpo hacia adelante con los pies fijos en el suelo y sus frases más conocidas eran "que se me mueven los mofleeetes" (la cual decía cuando estaba contento) o "borra eso" (cuando se equivocaba y se daba cuenta), hola "amigüitos" (saludando), todos para uno (para él mismo) y uno para todos (repartiendo caramelos); uno para ti uno para mí, uno para ti dos para mí, uno para ti tres para mí... (también repartiendo alguna otra cosa). Saludaba: "Buenas tardes tardes". También doblaba el dedo pulgar y guiñando un ojo decía "soy más pirindolo...".
- Valentina dulce y fina como una sardina (o mandarina), siempre provista de unas grandes gafas, interpretada por María del Carmen Goñi, era la más inteligente, la sensata y la sabihonda del grupo. Saludaba: "Hola, señores chicos".
- El Capitán Tan es tan capitán que parece un rataplan, con su inseparable salacot de explorador y su camiseta a rayas, era interpretado por Félix Casas. Siempre que encontraba la ocasión, contaba sus viajes con la siguiente frase: "En mis viajes por todo lo largo y ancho de este mundo".
- El tío Aquiles con sobrinos a miles, un simpático anciano vestido de tirolés, era interpretado por Miguel Armario Bosch, representaba  la cordura y la prudencia y era el encargado de poner freno a las extravagancias del resto de personajes.
- Los hermanos Malasombra, interpretados por Luis González Páramo y Carlos Meneguini eran dos pistoleros que iban vestidos de negro, pero cuando se convertían en los hermanos Buenasombra sus trajes eran blancos.
- Don Mandolio: interpretado por Alfonso del Real era un señor vestido de negro dueño del Circo de don Mandolio que quería domar a Leocadius y que trataba mal al payaso Poquito.
- Barullo: interpretado por José Santiago Martínez, era el más pequeño y estaba interpretado por un niño negro al que todos querían.
- Poquito: interpretado por Nicolás Romero interpretaba a un payaso.
- Filetto Capocómico: interpretado por Roberto Mosca era un personaje vestido con túnica romana, corona de laurel y lira, amante de la ópera. Le acompañaba un león de peluche llamado Leocadius Augustus Tremebundus.

Personajes secundarios: Osobuco, la tía Rita.

## Canciones
Los Chiripitifláuticos popularizaron una serie de canciones, que alcanzaron un gran éxito entre los niños españoles de los años 60 y 70. Entre ellas podríamos destacar El barquito chiquitito, Los hermanos Malasombra, La vaca Paca, Si quieres ser Capitán y El Reino del Revés, interpretadas, respectivamente, por todos los Chiripitifláuticos, los Hermanos Malasombra, Locomotoro, El Capitán Tan y Valentina. Con la canción "El burro Perico", cantada por El Capitán Tan, Locomotoro y Valentina, obtuvieron el primer premio en el primer Festival de la Canción Infantil de TVE, en 1967.
También se solía cantar una nueva canción que era relevante a la aventura de esa semana.
Valentina popularizó también el saludo cantado:

-Buenos días, Su Señoría. (saludo)

-Mantantirulirulán. (contestación)

## Aventuras
Una gran parte de la serie consistía en los Chipiritiflauticos tomando parte en diversas aventuras que podrían durar entre uno a varios episodios.  El contenido de las aventuras podría consistir de cualqier cosa como El Oeste, la Edad Media, el Antiguo Egipto, el Espacio, cuentos de hadas, o novelas como Los Tres Mosqueteros y también aventuras especiales como las de Navidad.